# Trujillo: El poder del jefe I
Trujillo: El poder del jefe es una película de tipo documental realizada en 1991 por el director y guionista dominicano René Fortunato. Es la primera parte de una trilogía que documenta la dictadura de Rafael Leónidas Trujillo. El poder del jefe fue bien recibida por la crítica y el público; la segunda película de la serie obtuvo en 1995 el premio de la Asociación de Estudios Latinoamericanos de los Estados Unidos, LASA FILMS AWARDS.

## Contenido
Esta primera cinta describe un periodo que se inicia en 1916 y muestra los antecedentes que determinaron el surgimiento de la dictadura de Trujillo en la República Dominicana; su narrativa cubre hasta la sangrienta matanza de haitianos de 1937.